# 羅馬總督
羅馬總督是古罗马一个或多个省的首席管理员，通过选举或任命产生，也被称为作为方伯或地方长官。罗马总督在罗马法律中的专业术语称为。罗马总督本身也体现了他所管辖的省的内在价值和战略地位，这也反应了总督之间也有权利的差异。
在帝国早期的时候，有两种类型的省份，元老院管辖的和皇帝管辖下的省份，由此出现了多种类型的省长。

## 总督的职责
总督在他所管辖的省份有许多任务。首先，他负责税务及财务管理。这项权利的大小取决于他的任命者，他是皇帝的个人代理或罗马元老院财务代理，并监督地方政府征收税款。总督可以铸造硬币并且可以贷款给私人或寺庙，总督还是省总会计师。他还指导和监督該省的大型工程。若是边界总督，他还必须需要保持国家之间的和平。除了财政权利，总督还是省的首席法官。总督有权判处死刑，死刑案件通常通过他的审核。而那些为了上诉的人则不得不前往罗马，而那些上诉大多不会成功，即使依照皇帝的意愿。总督往往要穿越省份来到那些被要求注意的城市来执法。最后也是最重要的是，他指挥着行省的军队。在更加重要的行省里，他可能指挥着军团，但在相对不怎么重要的行省，军团只协助总督，但不听命于总督。总督可以不需要皇帝与元老院的批准来动用军队来打击犯罪或叛军。每一个总督在他的手下有多样性的顾问和工作人员，这些数目取决于总督的社会地位和等级，这些人员在总督的执行委员会里任职，他们每人负责监督协助总督个个方面工作，并协助总督进行决策。在一些重要军队驻守的行省里，总督副官往往是个法官，他在罗马通过选举产生，主要工作在于经济领域，他需要总督的批准才能动用军队。总督往往任命副地方长官或检察官统治一个行省的一部分。

## 共和国时期
在罗马共和国时代，有专门的委员会负责任命罗马省省长，委员会往往根据抽签或根据元老院的意见来决定，但这些决定没有法律依据，理论上可以被平民大会所推翻。省长的权利水平取决于他所管辖的行省，大多数省份都由至少已经担任一个任期的地方长官担任省长。在地方长官领导下的行省大多数时间十分宁静，叛乱或入侵的机会很小，但在某些情况下，地方长官则会被赋予更多指挥权。而在边境的行省里，由于需要永久性的军事基地，他有权指挥各省的军团，不仅仅使用民兵。省长的地位与同级别的裁判官相同，他们在行省里拥有无限的权力，往往他们会从行省里搜刮大量财富，他们在任期内享有豁免权。

## 帝国时期

### 帝国省
在建立元首制后，皇帝可以亲自直接派罗马总督到最重要的省份（称为帝国省份），在帝国的省份，总督可以在皇帝的名义下行使权利。在早期帝国时期，皇帝还可以制定每个总督的地位谁高谁低。在有军团驻守的行省里，总督不仅在皇帝的名义下统治行省，他还控制着军团，但当有一个以上军团驻守时，每个军团都听命自己指挥官，指挥官再听命总督。

### 元老院省
元老院省往往远离边境，因此骚乱的可能性大大降低，并且军团也不怎么驻扎。但万一发生意外，军团可以随时入驻。（这样往往可以减少元老院对皇帝在某些议题上的威胁）。那些担任总督的元老院议员，他无权指挥军团，除了某些受到柏柏尔部落威胁的非洲行省。尽管奥古斯都下令至少有十个议员担任总督，但实际上元老院只有两名议员担任总督（往往是亚洲或非洲行省），剩下的都有地方长官担任。

### 骑士总督
皇帝也直接控制多个小且存在潜在困难但不需要整个军团的行省。这些行省或是刚刚被征服或是还尚未被决定是帝国省或是元老院省.这个省由一个骑士担任总督,他的任期长达5年,也可以延期.这些往往不驻扎军团,但就像那些被部落威胁的元老院非洲行省，军团驻扎在埃古普托斯（埃及）行省.埃及不像其他行省,它往往被认为皇帝所个人拥有,因此在帝国早期埃及行省总督的地位十分高,后来逐渐处在只执政官之下,但依然保持着极大的声望.

## 晚期帝國時期
罗马皇帝戴克里先在公元293年开始了对省级行政机构的改革，最终在公元318由君士坦丁大帝完成。戴克里先设立12个管区（后来又有几次的调整），每个管区由几个行省组成。最初每个共治皇帝有2到4的管区。并且总督开始丧失对军团的指挥权，并在君士坦丁大帝时期彻底丧失。